# Зіновать німецька
Зіновать німецька, зіновать регенсбурзька (Chamaecytisus ratisbonensis) — вид рослин родини бобові (Fabaceae), поширений у центральній Європі, у тому числі Україні.

## Опис
Багаторічний чагарник від 10 до 30(50) см заввишки. Гілки закруглені. Молоді пагони сіро-запушені. Листки потрійно перисті; пера від 1 до 2 см. Листки довгочерешкові, чергуються, і особливо щільно волохаті на нижній поверхні. Квітки блідо-жовті, поодинокі або в бічних пучках у верхній частині гілок. Час цвітіння — з квітня по червень, часто вдруге — з вересня по жовтень. Темно-коричневі боби щільно волохаті і починають дозрівати в серпні. Число хромосом 2n = 48.

## Поширення
Поширений у центральній Європі: Австрія, Чехія, Німеччина, Угорщина, Польща, Словаччина, Білорусь, Молдова, Україна, Болгарія, Румунія; натуралізований: Естонія, Латвія, Литва.

## Використання
Рослина іноді висаджується як декоративна.

## Галерея

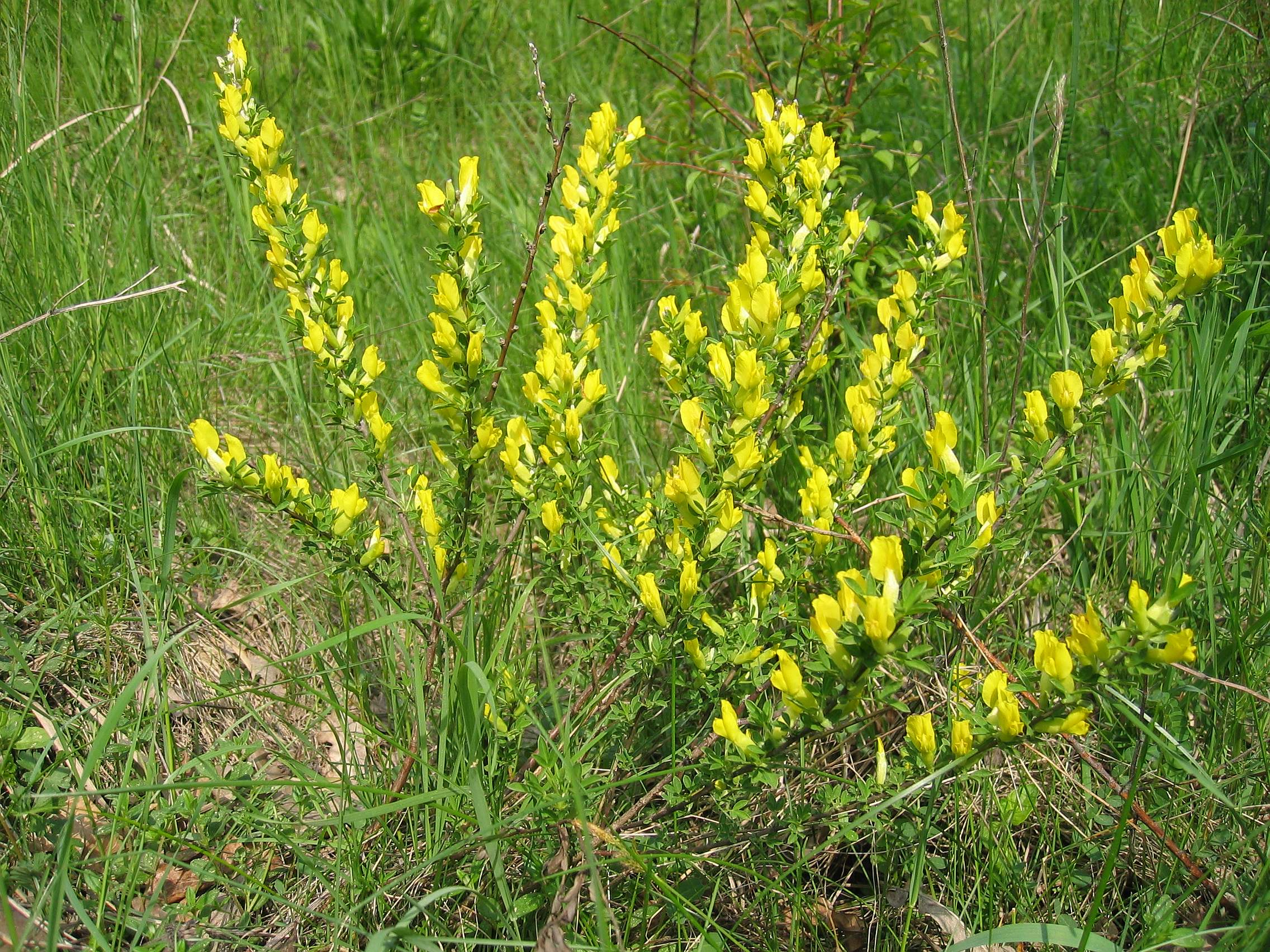
загальний вигляд
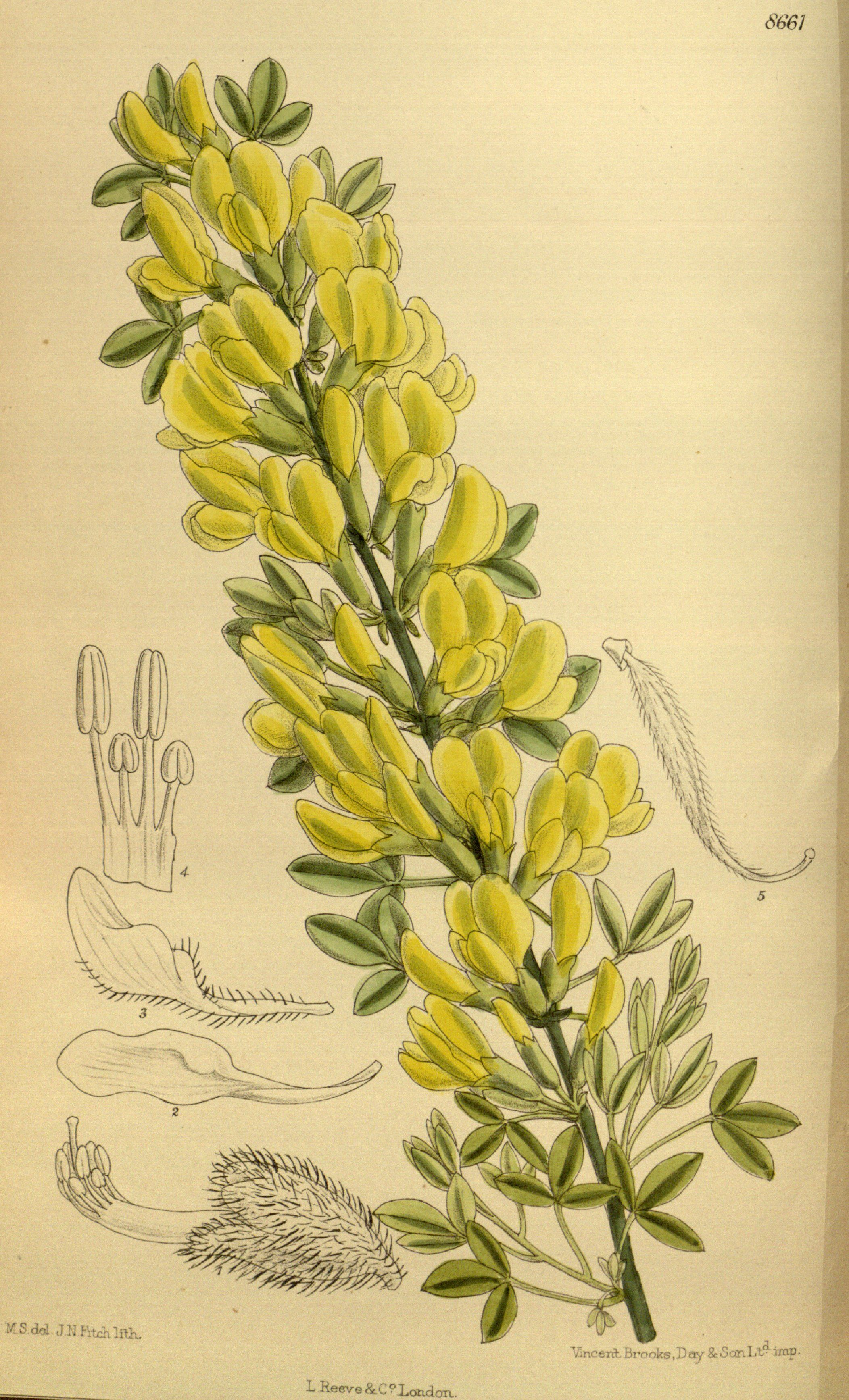
суцвіття
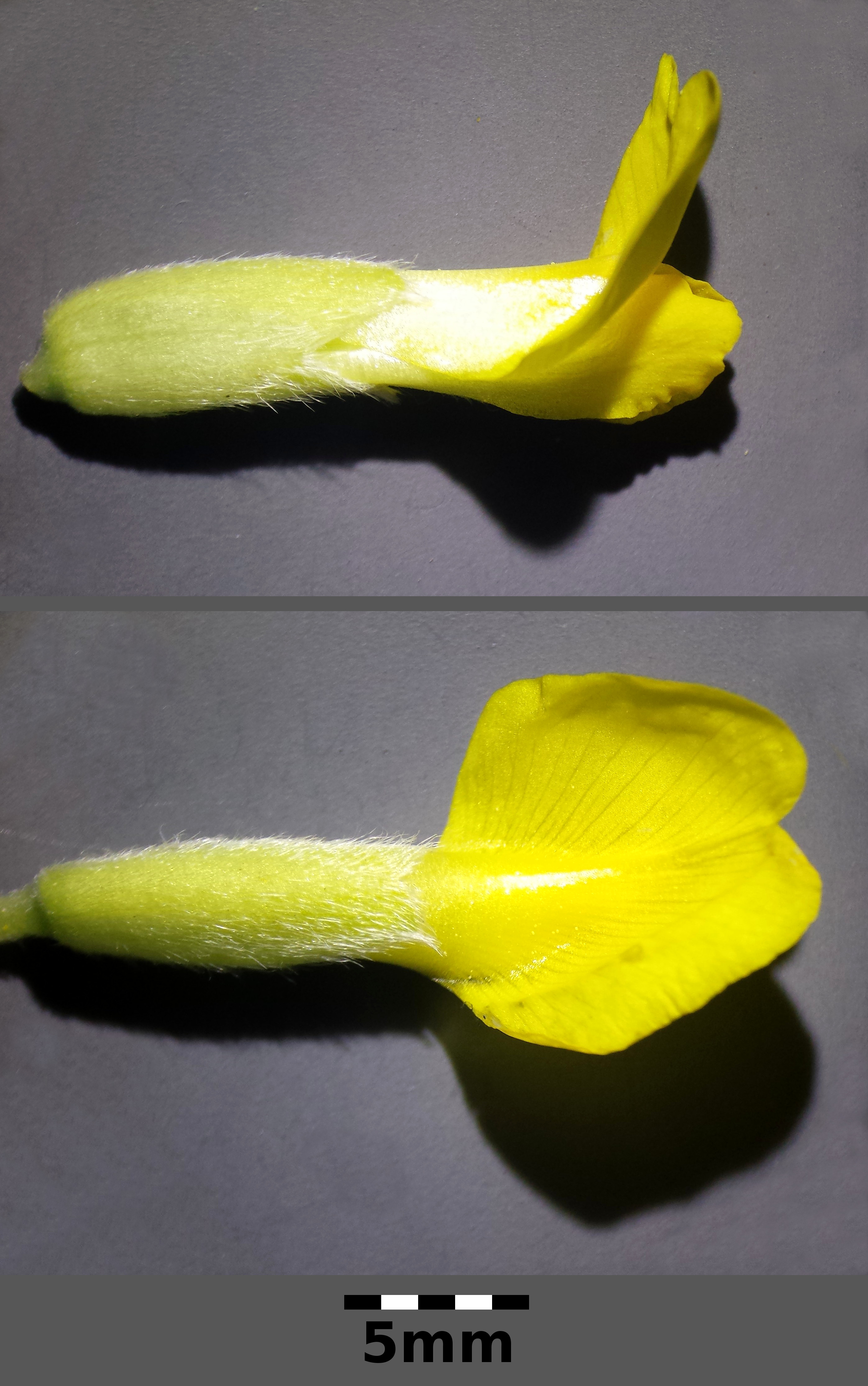
квітка
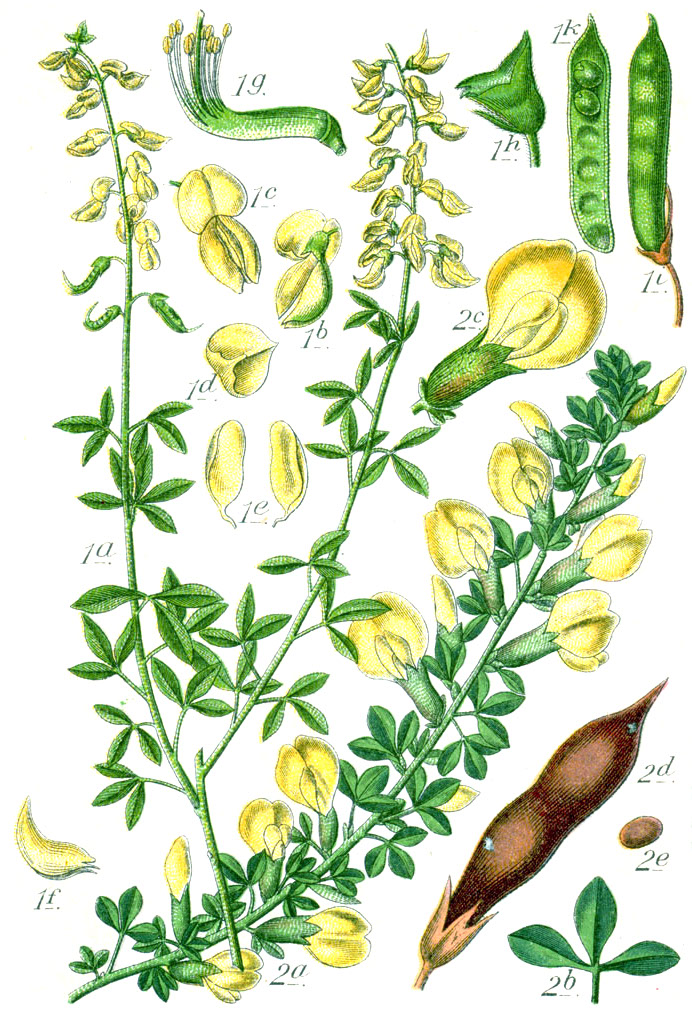
ілюстрація: 2. Chamaecytisus ratisbonensis (Schaeff.) Rothm.